# Alchemia pożądania
Alchemia pożądania (ang. The Alchemy of Desire) –  debiut powieściowy Tarun J Tejpala, indyjskiego dziennikarza, eseisty i krytyka literackiego. 
Powieść została przetłumaczona na 12 języków. We Francji wyróżniono ją nagrodami Prix Millepages i Prix Femina.

## O formie i problematyce książki
Powieść została napisana w formie wspomnienia. Narratorem jest dziennikarz z ambicjami pisarskimi, który opisuje swoje, trwające piętnaście lat, pożycie małżeńskie. Dominujące motywy to wszechobecne pożądanie, spełnianie się w bliskości miłosnej i wahania związane z niemocą twórczą głównego bohatera. Punktem wyjścia powieści jest moment, gdy nastoletnie pożądanie nagle wygasa. Żona, Fizz, odchodzi z życia narratora, a on wreszcie ma o czym pisać – o utraconym związku.
Całość podzielona jest na kilka części odpowiadających celom życiowym hindusa: dharma (obowiązek), kama (miłość), arth (pieniądze, bogactwo), moksza (wyzwolenie). Tu poszczególne rozdziały zatytułowano: PREMA (miłość), KARMAN (działanie), ARTHA (pieniądze), KAMA (pożądanie), SATJA (prawda).
Pisanie, traktowane pierwotnie jako forma spełnienia swoich ambicji, z czasem staje się procesem porządkowania swoich relacji, ustalenia priorytetów i leczenia zranień. O tym traktuje ostatni rozdział pt. SATJA.
Na tle historii małżeństwa widać problemy Indii, np. dramatyczny los premiera Rajiva Gandhiego. Powieść odnosi się do społeczno-politycznego kontekstu Indii poczynając od rządów Rajiva, który objął władzę po zamordowaniu jego matki Indiry, aż po XXI wiek.

## Opis powieści
Małżeństwo hindusa i muzułmanki przenosi się ze stolicy Pendżabu Czandigarh do Delhi. Mąż spodziewa się, że wreszcie napisze powieść życia. Jego pierwsza powieść, w której opowiada historię nastawionego na karierę Indusa, który zdradza ideały swego ojca – bojownika o wolność kraju, rozczarowuje go. Kolejna o sikhu wyruszającym konno na spotkanie z nowoczesnym światem Delhi też zostaje porzucona. W miarę jak w bohaterze rośnie poczucie niemocy twórczej, zaczyna się on oddalać od żony Fizz. Sfrustrowany sięga do korzeni rodziny, próbując opisać historię swojej babki, która w 1947 w czasie podziału Pendżabu przeżywa śmierć męża, zamordowanego na jej oczach przez muzułmanów. Gdy babka, Bibi Lahauri, umiera, omienia się życie małżeństwa. Odziedziczone pieniądze pozwalają bohaterowi porzucić nielubianą pracę w redakcji i kupić stary dom w stanie Uttarakhand u podnóża Himalajów. Wyjazdy do pobliskiego Nainitalu odświeżają relacje bohaterów, zaś remont domu pozwala im przezwyciężyć kryzys wynikający z jego niemocy twórczej. W murach odbudowanego domu odnajduje jednak zapiski poprzedniej właścicielki domu. Czytając je, bohater poznaje świat fantazji erotycznych Amerykanki Catherine, co sprawia, że jego ukochana Fizz staje się mu coraz bardziej obca.